# La Moqueuse (F747)
Pour les articles homonymes, voir La Moqueuse (navire).
La Moqueuse est un aviso de la classe Élan de la Marine nationale. Son indicatif visuel après la guerre est F747

## Service actif
Il est lancé le 25 janvier 1940 et entre en service en avril 1940. il est capturé par les Britanniques le 3 juillet 1940, et transféré aux Forces navales françaises libres. Il est retiré du service en octobre 1965.